# Домиция Лепида Старшая
Домиция Лепида Старшая (лат. Domitia Lepida Major), часто — Домиция (ок. 19 до н. э. — 59) — дочь Луция Домиция Агенобарба и Антонии Старшей, тётка Мессалины и Нерона.

## Происхождение
Домиция Лепида была старшим ребёнком в семье Луция Домиция Агенобарба, консула 16 до н. э., и Антонии Старшей. Оба родителя Домиции происходили из плебейских родов: Луций Домиций — из древнего рода Домициев Агенобарбов (чьи представители занимали в Риме высшие должности на протяжении нескольких столетий); Антония была дочерью Марка Антония от Октавии Младшей — сестры Октавиана Августа.
Когномен «Лепида» происходит от матери Луция Домиция — Эмилии Лепиды.
Кроме неё, в семье было ещё двое детей — Гней Домиций, отец Нерона, и Домиция Лепида Младшая, мать Мессалины.

## Жизнеописание
Домиция Лепида Старшая дважды была замужем.
Первый раз она вышла замуж ок. 3 до н. э. за Децима Гатерия Агриппу, сына знаменитого римского сенатора и оратора Квинта Гатерия. Семья Гатериев принадлежала к патрицианскому сословию. В 22 году Децим Гатерий стал консулом.
У пары был сын, родившийся в начале I века, Квинт Гатерий Антонин, консул 57 года.
Децим Гатерий был казнён по приказу Тиберия после разоблачения заговора Сеяна, в 32 году. Был ли Децим Гатерий вовлечён в заговор, или просто стал жертвой террора — неизвестно.
Через год, в 33 году, Домиция выходит замуж за Гая Саллюстия Пассиена Криспа. Он был уважаем современниками за свою энергию, богатство, влияние, остроумие и скромность, выгодно отличавшую его от нобилитета того времени. В 27 году он был консулом-суффектом вместе с Публием Корнелием Лентулом. Они по неизвестной причине заменили консулов того года — Луция Кальпурния Пизона и Марка Лициния Красса Фруги.
В 41 году, по приказу Клавдия, Гай Саллюстий вынужден развестись с Домицией и жениться на только что вернувшейся из ссылки племяннице императора — Агриппине Младшей. Вместе с матерью в дом Криспа попадает малолетний Нерон.
Домиция имела поместья в Равенне, виллу в Байях, а также сады в Риме. В Равенне она основала гимназию, которая проработала, как минимум, до III века.
Считают, что Домиция была противницей Агриппины, однако доказательств этой теории нет. То, что Домиция пережила правление Клавдия и первые годы правления Нерона, когда влияние Агриппины было очень сильно, скорее указывает на обратное. Домиция была убита по приказу Нерона в 59 году.
Описывают, что она страдала от запора и вынуждена была находиться в постели, когда Нерон решил посетить её. Увидев его, она сказала, что лишь только тогда умрёт с миром, когда увидит как он сбреет свою бороду. Этими словами она намекнула на его ребячество, поскольку римляне начинали бриться, достигнув совершеннолетия. В ответ Нерон приказал лекарям дать Домиции смертельную дозу слабительного. Её имущество после смерти было конфисковано в пользу императора.